# ماریو میلیتا
ماریو میلیتا (ایتالیایی: Mario Milita؛ ‏ ۲۶ ژوئن ۱۹۲۳ – ۲۲ اوت ۲۰۱۷) بازیگر و صداپیشه اهل ایتالیا بود.
ماریو میلیتا طی فعالیت ۶۵ سالهٔ هنری خود، چهره‌ای شناخته شده در زمینهٔ دوبلهٔ ایتالیایی کارتون‌ها در ایتالیا بود. به سبب صدای بم و خش‌دار خود، ماریو میلیتا بیشتر صداپیشگی شخصیت‌های پیر و کهنسال را بر عهده داشت. به عنوان نمونه، وی دوبلور شخصیت گرامپا در سیمپسون‌ها و هربرت در فامیلی گای و همچنین فِرِد فلینتستون در عصر حجر بود.
وی همچنین دوبلور ایتالیایی دزموند لولین، برایان دویل-موری و شخصیت آموس تاپر (با بازی تام بازلی) بود.